# Boise County
Boise County ist ein County im Bundesstaat Idaho der Vereinigten Staaten. Der Verwaltungssitz (County Seat) ist Idaho City.

## Geographie
Das County liegt im mittleren Westen von Idaho, ist etwa 50 km von Oregon entfernt und hat eine Fläche von 4938 Quadratkilometern, wovon elf Quadratkilometer Wasserfläche sind. Es grenzt im Uhrzeigersinn an folgende Countys: Valley County, Custer County, Elmore County, Ada County und Gem County.

## Geschichte
Boise County wurde am 4. Februar 1864 als Original-County gebildet. Benannt wurde es nach dem Boise River.
Seit dem 1. Juli 1908 gehören Teile des Counties zum Boise National Forest.
4 Bauwerke und Stätten des Countys sind im National Register of Historic Places eingetragen.

## Demografische Daten

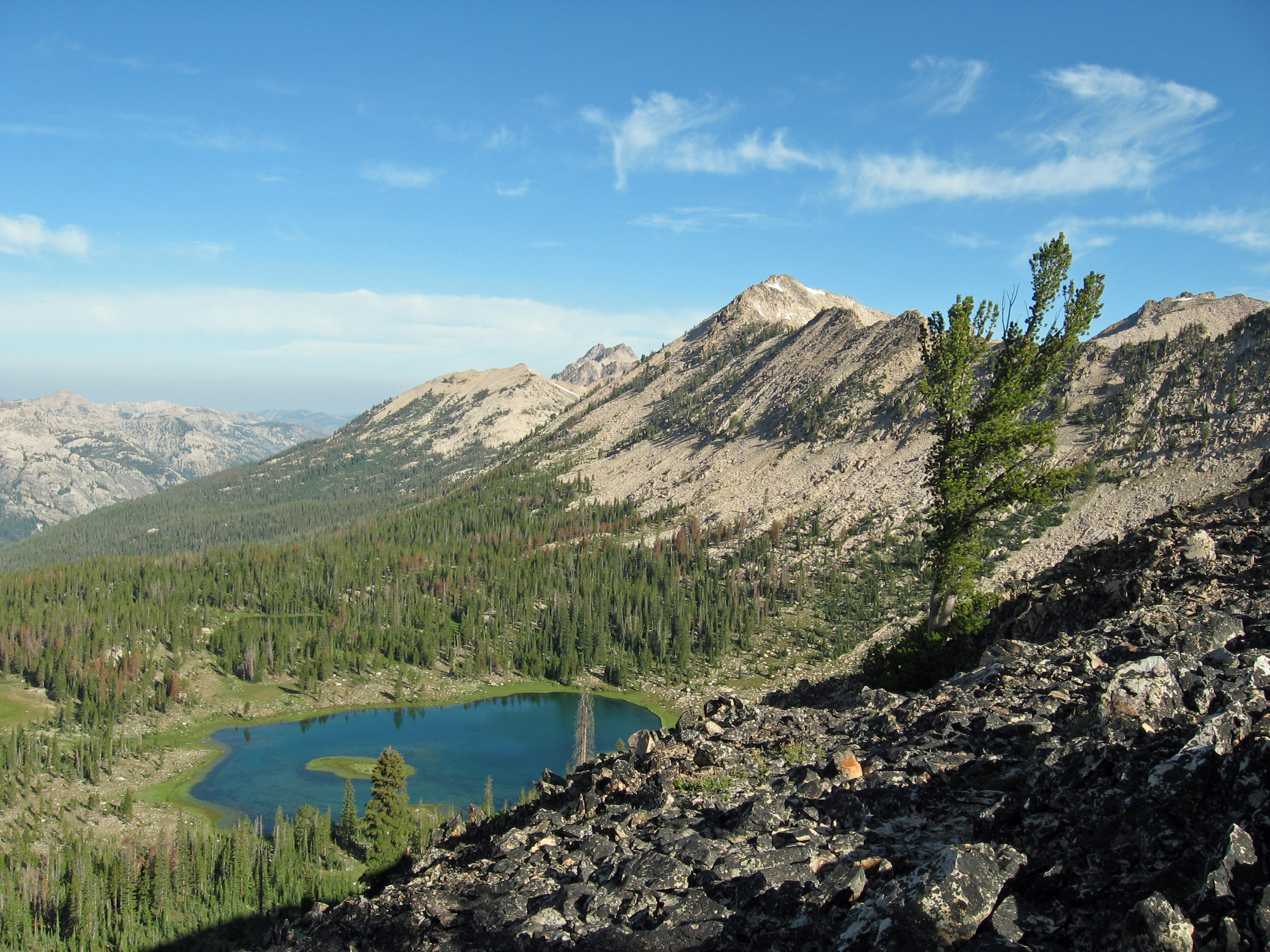
Der Rendezvous Lake

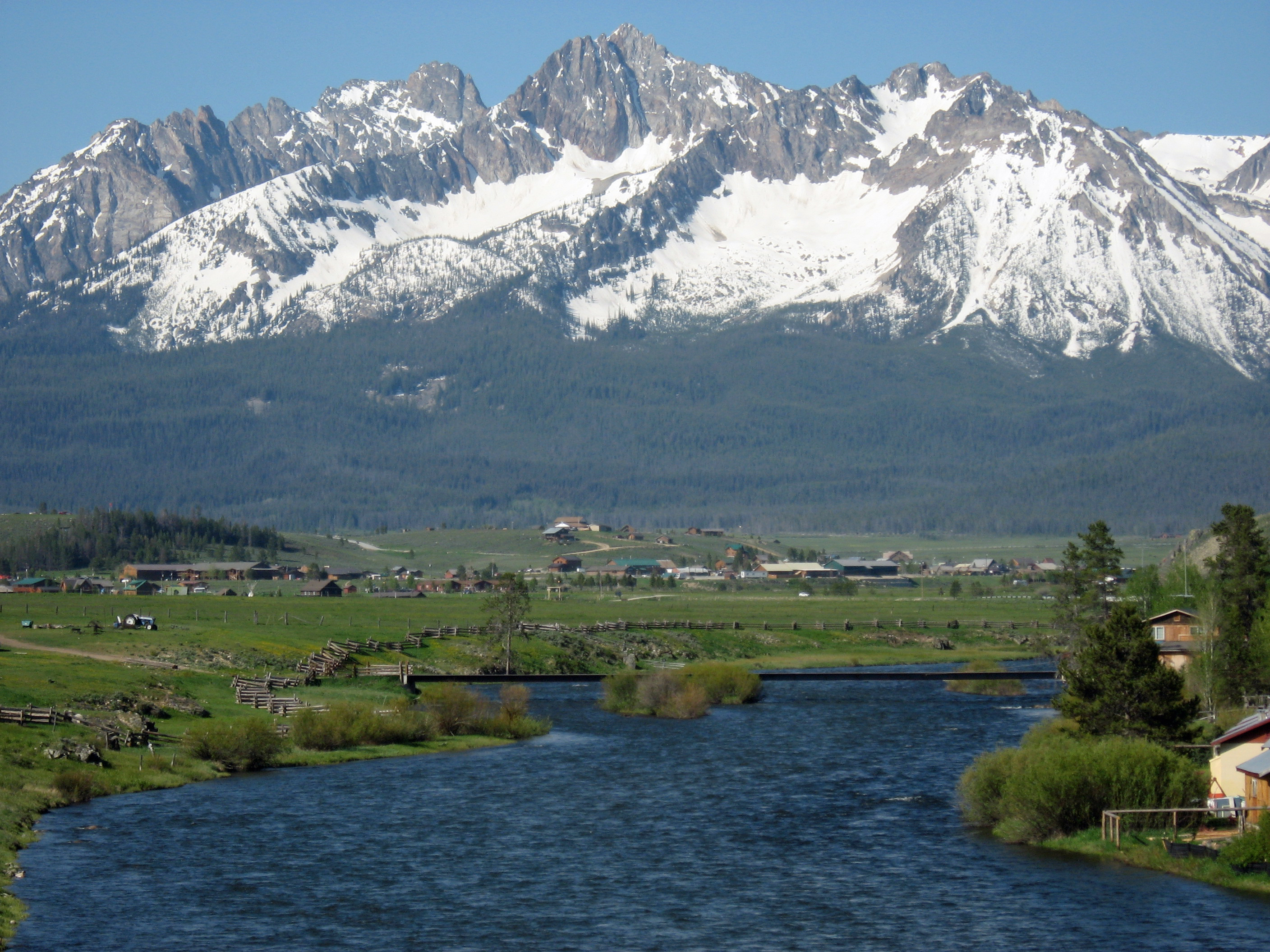
Die Sawtooth Range mit dem Salmon River im Vordergrund

Nach der Volkszählung im Jahr 2000 lebten im Boise County 6.670 Menschen in 2.616 Haushalten und 1.899 Familien. Die Bevölkerungsdichte betrug 1 Person / km². Ethnisch betrachtet setzte sich die Bevölkerung zusammen aus 95,23 Prozent Weißen, 0,12 Prozent Afroamerikanern, 0,93 Prozent amerikanischen Ureinwohnern, 0,30 Prozent Asiaten, 0,10 Prozent Bewohnern aus dem pazifischen Inselraum und 1,30 Prozent aus anderen ethnischen Gruppen; 2,01 Prozent stammten von zwei oder mehr Ethnien ab. 3,42 Prozent der Bevölkerung waren spanischer oder lateinamerikanischer Abstammung.
Von den 2.616 Haushalten hatten 30,7 Prozent Kinder unter 18 Jahren, die bei ihnen lebten. 62,5 Prozent davon waren verheiratete, zusammenlebende Paare. 5,8 Prozent waren allein erziehende Mütter und 27,4 Prozent waren keine Familien. 21,8 Prozent waren Singlehaushalte und in 6,1 Prozent lebten Menschen mit 65 Jahren oder älter. Die Durchschnittshaushaltsgröße betrug 2,52 und die durchschnittliche Familiengröße war 2,93 Personen.
26,9 Prozent der Bevölkerung waren unter 18 Jahre alt, 4,7 Prozent zwischen 18 und 24 Jahre, 27,1 Prozent zwischen 25 und 44 Jahre, 30,3 Prozent zwischen 45 und 64 Jahre. 11,0 Prozent waren 65 Jahre oder älter. Das Durchschnittsalter betrug 40 Jahre. Auf 100 weibliche Personen kamen 105,4 männliche Personen. Auf 100 Frauen im Alter von 18 Jahren und darüber kamen 106,3 Männer.
Das jährliche Durchschnittseinkommen der Haushalte betrug 38.651 USD, das Durchschnittseinkommen der Familien 43.138 USD. Männer hatten ein Durchschnittseinkommen von 35.802 USD, Frauen 26.250 USD. Das Prokopfeinkommen betrug 18.787 USD. 9,0 Prozent der Familien und 12,9 Prozent der Einwohner lebten unterhalb der Armutsgrenze.

## Orte im County
- Banks
- Big Eddy
- Brownlee
- Centerville
- Crouch
- Garden Valley
- Gardena
- Grimes Pass
- Horseshoe Bend
- Idaho City
- Lowman
- New Centerville
- Pioneerville
- Placerville
- Quartzburg
- Twin Springs
- Washington Mill